# The Notorious Byrd Brothers
The Notorious Byrd Brothers – piąty album zespołu The Byrds w gatunku psychodelicznym. Album został wydany w 1968 za pośrednictwem Columbia Records.
W 2003 album został sklasyfikowany na 171. miejscu listy 500 albumów wszech czasów magazynu Rolling Stone.

## Lista utworów
| 1.  | "Artificial Energy" (Roger McGuinn/Chris Hillman/Michael Clarke) | 2:18  |
|     |                                                                  |       |
| 2.  | "Goin' Back" (Carole King/Gerry Goffin)                          | 3:26  |
|     |                                                                  |       |
| 3.  | "Natural Harmony" (Chris Hillman)                                | 2:11  |
|     |                                                                  |       |
| 4.  | "Draft Morning" (David Crosby/Chris Hillman/Roger McGuinn)       | 2:42  |
|     |                                                                  |       |
| 5.  | "Wasn't Born to Follow" (Carole King/Gerry Goffin)               | 2:04  |
|     |                                                                  |       |
| 6.  | "Get to You" (Chris Hillman/Roger McGuinn)                       | 2:39  |
|     |                                                                  |       |
| 7.  | "Change Is Now" (Chris Hillman/Roger McGuinn)                    | 3:21  |
|     |                                                                  |       |
| 8.  | "Old John Robertson" (Chris Hillman/Roger McGuinn)               | 1:49  |
|     |                                                                  |       |
| 9.  | "Tribal Gathering" (David Crosby/Chris Hillman)                  | 2:03  |
|     |                                                                  |       |
| 10. | "Dolphin's Smile" (David Crosby/Chris Hillman/Roger McGuinn)     | 2:00  |
|     |                                                                  |       |
| 11. | "Space Odyssey" (Roger McGuinn/R.J. Hippard)                     | 3:52  |
|     |                                                                  |       |
|     |                                                                  | 28:25 |
|     |                                                                  |       |

## Muzycy
- Roger McGuinn - śpiew, gitara moog
- David Crosby - śpiew, gitara rytmiczna, gitara basowa
- Chris Hillman - śpiew, gitara basowa i rytmiczna
- Michael Clarke - perkusja